# Communauté de communes Les Balcons du Dauphiné
La communauté de communes « Les Balcons du Dauphiné » est une communauté de communes française, située dans le département de l'Isère, et la région Auvergne-Rhône-Alpes. Composée de 47 communes du nord du département, elle est née en 2017 par fusion d'autres intercommunalités.
Son siège administratif se trouve sur la commune d'Arandon-Passins, mais ses communes les plus peuplées sont Tignieu-Jameyzieu, Les Avenières Veyrins-Thuellin et Morestel.

## Historique
Le 1er janvier 2017, la communauté de communes Les Balcons du Dauphiné est créée par la fusion des communautés de communes Les Balmes Dauphinoises, de l'Isle-Crémieu et du Pays des Couleurs,.
Depuis 2022, le siège de l'intercommunalité se trouve à Arandon-Passins, au sein du parc d'activités du Pays des Couleurs, positionné au bord de la route départementale 1075 (ex-route nationale 75).

## Territoire communautaire

### Géographie
Le territoire intercommunal occupe la pointe septentrionale du département de l'Isère, qui correspond à une partie conséquente de ce qui est communément appelé « Nord-Isère ». Une grande partie de son pourtour est délimité, au nord-ouest et au nord-est, par le fleuve Rhône, qui le sépare aussi du département de l'Ain (plaine de l'Ain pour la partie occidentale, Bugey pour la partie orientale). À l'ouest, la communauté de communes des Balcons du Dauphiné est délimitée par la vallée de la Bourbre, qui la sépare de la communauté de communes Lyon Saint-Exupéry en Dauphiné et du département du Rhône.
Au sud, le territoire est proche du corridor urbanisé de la vallée de la Bourbre aval, comprenant d'ouest en est les agglomérations de L'Isle-d'Abeau, Bourgoin-Jallieu et La Tour-du-Pin. À son extrémité orientale, la communauté de communes est toute proche du département de la Savoie, sans la toucher (1 km au plus près).
Le territoire intercommunal s'étend sur quelques ensembles géographiques majeurs que sont le plateau calcaire de l'Isle Crémieu à l'ouest, la plaine de la Bourbre et du Catelan au sud-ouest, et les collines molassiques de Morestel à l'est. Les Terres froides se trouvent au sud.

### Composition
Elle est composée des 47 communes suivantes :

| Nom                              | Code Insee | Gentilé          | Superficie (km2) | Population (dernière pop. légale) | Densité (hab./km2) |
| -------------------------------- | ---------- | ---------------- | ---------------- | --------------------------------- | ------------------ |
| Arandon-Passins (siège)          | 38297      |                  | 26,14            | 1 858 (2022)                      | 71                 |
| Annoisin-Chatelans               | 38010      | Nuisantins       | 13,27            | 724 (2022)                        | 55                 |
| Les Avenières Veyrins-Thuellin   | 38022      | Aveyrlinois      | 41,56            | 7 699 (2022)                      | 185                |
| La Balme-les-Grottes             | 38026      | Balmolans        | 14,61            | 1 157 (2022)                      | 79                 |
| Le Bouchage                      | 38050      | Boucharants      | 11,2             | 648 (2022)                        | 58                 |
| Bouvesse-Quirieu                 | 38054      | Bouvessards      | 17,51            | 1 493 (2022)                      | 85                 |
| Brangues                         | 38055      | Branguois        | 11,67            | 620 (2022)                        | 53                 |
| Chamagnieu                       | 38067      | Chamagnards      | 13,7             | 1 775 (2022)                      | 130                |
| Charette                         | 38083      | Charettois       | 11,26            | 435 (2022)                        | 39                 |
| Chozeau                          | 38109      | Chozoyards       | 8,2              | 998 (2022)                        | 122                |
| Corbelin                         | 38124      | Corbelinois      | 12               | 2 368 (2022)                      | 197                |
| Courtenay                        | 38135      | Curtiniens       | 32,08            | 1 288 (2022)                      | 40                 |
| Crémieu                          | 38138      | Crémolans        | 6,14             | 3 543 (2022)                      | 577                |
| Creys-Mépieu                     | 38139      | Creypieulans     | 28,99            | 1 576 (2022)                      | 54                 |
| Dizimieu                         | 38146      | Dizimolans       | 9,74             | 818 (2022)                        | 84                 |
| Frontonas                        | 38176      | Fontonois        | 12,65            | 2 116 (2022)                      | 167                |
| Hières-sur-Amby                  | 38190      | Hiérois          | 8,73             | 1 198 (2022)                      | 137                |
| Leyrieu                          | 38210      | Leyriolands      | 6,39             | 919 (2022)                        | 144                |
| Montalieu-Vercieu                | 38247      | Montaliolands    | 8,66             | 3 508 (2022)                      | 405                |
| Montcarra                        | 38250      | Montcarradiauds  | 4,9              | 606 (2022)                        | 124                |
| Moras                            | 38260      | Morassiens       | 8,32             | 523 (2022)                        | 63                 |
| Morestel                         | 38261      | Morestellois     | 8,03             | 4 416 (2022)                      | 550                |
| Optevoz                          | 38282      | Optevoziens      | 12               | 877 (2022)                        | 73                 |
| Panossas                         | 38294      | Panossiens       | 7,99             | 682 (2022)                        | 85                 |
| Parmilieu                        | 38295      | Parmiliolands    | 12,83            | 727 (2022)                        | 57                 |
| Porcieu-Amblagnieu               | 38320      | Porciolands      | 15,8             | 1 792 (2022)                      | 113                |
| Saint-Baudille-de-la-Tour        | 38365      | Saint-Baudillois | 21,76            | 842 (2022)                        | 39                 |
| Saint-Chef                       | 38374      | Saint-Cheffois   | 27,16            | 3 910 (2022)                      | 144                |
| Saint-Hilaire-de-Brens           | 38392      | Saint-Hilairois  | 7,52             | 605 (2022)                        | 80                 |
| Saint-Marcel-Bel-Accueil         | 38415      | Saint-Marcios    | 18,23            | 1 507 (2022)                      | 83                 |
| Saint-Romain-de-Jalionas         | 38451      | Jalioromains     | 13,65            | 3 405 (2022)                      | 249                |
| Saint-Sorlin-de-Morestel         | 38458      | Saint-Sorlinois  | 5,38             | 613 (2022)                        | 114                |
| Saint-Victor-de-Morestel         | 38465      | Saint-Victoriens | 13,13            | 1 142 (2022)                      | 87                 |
| Salagnon                         | 38467      | Salagnards       | 8,21             | 1 484 (2022)                      | 181                |
| Sermérieu                        | 38483      | Sermériolans     | 17,14            | 1 642 (2022)                      | 96                 |
| Siccieu-Saint-Julien-et-Carisieu | 38488      | Sicciolands      | 14,22            | 601 (2022)                        | 42                 |
| Soleymieu                        | 38494      | Soleymiards      | 13,36            | 849 (2022)                        | 64                 |
| Tignieu-Jameyzieu                | 38507      | Tignolans        | 13,32            | 7 944 (2022)                      | 596                |
| Trept                            | 38515      | Treptois         | 15,87            | 2 097 (2022)                      | 132                |
| Vasselin                         | 38525      | Vasselinois      | 3,85             | 462 (2022)                        | 120                |
| Vénérieu                         | 38532      | Vénériards       | 6                | 975 (2022)                        | 162                |
| Vernas                           | 38535      | Vernandiaux      | 5,87             | 266 (2022)                        | 45                 |
| Vertrieu                         | 38539      | Vertrolands      | 4,59             | 605 (2022)                        | 132                |
| Veyssilieu                       | 38542      | Veyssillards     | 6,49             | 324 (2022)                        | 50                 |
| Vézeronce-Curtin                 | 38543      | Vézerontins      | 14,37            | 2 217 (2022)                      | 154                |
| Vignieu                          | 38546      | Vignolais        | 9,4              | 961 (2022)                        | 102                |
| Villemoirieu                     | 38554      | Villemorantins   | 13,29            | 1 890 (2022)                      | 142                |

### Démographie
| 1968   | 1975   | 1982   | 1990   | 1999   | 2010   | 2015   | 2021   |
| ------ | ------ | ------ | ------ | ------ | ------ | ------ | ------ |
| 32 782 | 35 518 | 42 858 | 48 934 | 55 459 | 69 991 | 75 092 | 78 100 |

## Organisation

### Siège
Le siège de la communauté de communes est à Arandon-Passins, 100 allée des charmilles.

### Élus
La communauté de communes est administrée par son conseil communautaire, composé pour la mandature 2020-2026 de 73 conseillers municipaux représentant chacune des communes membre et répartis en fonction de leur population.
Ils sont répartis comme suit :
| Nombre de conseillers | Communes                                                          |
| --------------------- | ----------------------------------------------------------------- |
| 7                     | Les Avenières Veyrins-Thuellin                                    |
| 6                     | Tignieu-Jameyzieu                                                 |
| 4                     | Morestel                                                          |
| 3                     | Crémieu, Montalieu-Vercieu , Saint-Chef, Saint Romain de Jalionas |
| 2                     | Corbelin, Frontonas, Trept, Vézeronce-Curtin                      |
| 1 (+1 suppléant)      | les 36 autres communes                                            |

Au terme des élections municipales de 2020, le conseil communautaire renouvelé a élu le 15 juillet 2020 son nouveau président, Jean-Yves Brenier, maire de Leyrieu ainsi que ses 15 vice-présidents, qui sont, en 2025, : 
1. Frédéric Gehin, maire de Corbelin, chargé de l'environnement et de la transition écologique, ainsi que du pilotage du plan climat-air-énergie territorial (PCAET) ;
2. Frédérique Luzet, maire de Saint-Victor-de-Morestel, chargée de la politique touristique ;
3. Annie Pourtier, maire du Bouchage, chargée de la culture, de la gestion des équipements sportifs et de l'avenir médical ;
4. Nora Chebbi, maire d'Annoisin-Chatelans, chargée de la petite enfance, des actions en direction de la jeunesse, des services publics en milieu rural et du logement ;
5. Jérôme Grausi, maire de Saint-Romain-de-Jalionas, chargé du développement économique, de l'économie de proximité, de l'emploi et de l'insertion ;
6. Alexandre Bolleau, maire de Sermérieu, chargé des mobilités, du développement numérique  et de l'adaptation aux mutations actuelles ;
7. Stéphanie Tavernese-Roche, première maire-adjointe de La Balme-les-Grottes, chargée de l'enfance ;
8. Christian Giroud, maire de Montalieu-Vercieu, chargé de l'urbanisme et de la stratégie foncière, de la commercialisation et création de terrains économiques et des Gens du voyage ;
9. Francis Spitzner, maire de Vertrieu, chargé de l'agriculture, de la structuration des filières et du plan alimentaire territorial ;
10. Sylvain Granger, maire de Brangues, chargé des cycles de l'eau (eau / assainissement / GEMAPI) ;
11. Éric Morel, maire de Trept, chargé de la biodiversité, Natura 2000, et des mesures agro-environnementales ;
12. Aurélien Blanc, maire de Saint-Marcel-Bel-Accueil, chargé de l’administration générale ;
13. Frédéric Vial, maire de Morestel, chargé du patrimoine communautaire et des travaux ;
14. Jean-Louis Sbaffe, maire de Tignieu-Jameyzieu, chargé de la mutualisation, de la coopération, de l'habitat et du logement ;
15. Alexandre Drogoz, maire de Saint-Chef, chargé des finances et des déchets.

Le bureau communautaire pour la mandature 2020-2026 est constitué du président, des 15 vice-présidents et de 3 conseillers communautaires délégués.

### Liste des présidents
| Période      | Période                         | Identité          | Étiquette | Qualité                                                                                |
| ------------ | ------------------------------- | ----------------- | --------- | -------------------------------------------------------------------------------------- |
| janvier 2017 | juillet 2020                    | Olivier Bonnard   | LR        | Employé Maire de Creys-Mépieu (2001 → ) Conseiller départemental de Morestel (2020 → ) |
| juillet 2020 | En cours (au 23 septembre 2022) | Jean-Yves Brenier | DVG       | Maire de Leyrieu (2008 → )                                                             |

### Compétences
L'intercommunalité exerce les compétences qui lui ont été transférées par les communes membres, dans le conditions déterminées par le code général des collectivités territoriales.

### Régime fiscal et budget
La communauté de communes est un établissement public de coopération intercommunale à fiscalité propre.
Afin de financer l'exercice de ses compétences, l'intercommunalité perçoit la fiscalité professionnelle unique (FPU) – qui a succédé à la taxe professionnelle unique (TPU) – et assure une péréquation de ressources entre les communes résidentielles et celles dotées de zones d'activité.
Elle collecte également la taxe d'enlèvement des ordures ménagères (TEOM), qui finance ce service public.
L'intercommunalité ne reverse pas de dotation de solidarité communautaire (DSC) à ses communes membres.

## Projets et réalisations
Conformément aux dispositions légales, une communauté de communes a pour objet d'associer des « communes au sein d'un espace de solidarité, en vue de l'élaboration d'un projet commun de développement et d'aménagement de l'espace ».
En 2025, la communauté de communes des Balcons du Dauphiné est candidate au label Pays d'art et d'histoire. Sur le plan culturel, elle s'implique aussi dans l'organisation du festival de musique L'Isle en Scène, chaque année à Saint-Baudille-de-la-Tour.